# Dennis Port
Dennis Port (oder Dennisport) ist ein Census-designated place (CDP) im Ort Dennis im Barnstable County in Massachusetts in den Vereinigten Staaten. Das U.S. Census Bureau hat bei der Volkszählung 2020 eine Einwohnerzahl von 3.487 ermittelt.
Der Swan River bildet die westlich Grenze von Dennisport zu West Dennis. Das Dorf West Harwich liegt direkt zu Dennisports Osten; die Grenze markiert die Mitte der Division Street. Im Norden von Dennisport liegt South Dennis. Wie andere Dörfer am Nantucket Sound hat auch Dennisport Warmwasserstrände, wie die Haigis Beach, die Sea Street Beach und die Glendon Road Beach. Viele halten diese für mitten unter den wünschenswertesten Plätzen für Schwimmen und Windsurfen am Cape Cod.
Die Wohnungspreise bleiben im Vergleich zum US-Standard in Dennisport in astronomischen Höhen. Die Wohnungen sind überwiegend aus der Ära des Zweiten Weltkriegs, Strandferienhäuser sind im Cape-Cod-Stil errichtet. Viele Straßen in Dennisport – besonders der Süden der Lower County Road mit 0,8 Kilometern Strand – rufen das idyllische Ambiente der frühen Jahre des 20. Jahrhunderts hervor. Es gibt eine große Menge an Hotels, Ferienhäusern und Geschäften für Touristen. 
Ein berühmter Einwohner von Dennisport ist der US-Militärheld Benjamin F. Baker.

## Geografie
Nach dem United States Census Bureau hat der CDP eine Gesamtfläche von 8,5 km², davon ist 7,9 km² Land und 0,6 km² Wasser.